# Lago Otisco
Il lago Otisco è il più orientale degli undici Finger Lakes, nello stato di New York. Condivide con gli altri laghi del gruppo l'origine glaciale e la forma allungata.
Settimo tra i Finger Lakes per superficie, l'Otisco è in parte (nella zona settentrionale) artificiale, in quanto il suo livello è aumentato (prima di 2,7 metri, poi di 1,2 m) a causa dell'innalzamento di una diga sul Nine Mile Creek, il suo unico emissario, che poi va a gettarsi nel lago Onondaga. Il lago, nella parte meridionale, è inoltre pressoché diviso in due da una vecchia strada sopraelevata, caduta in disuso con l'innalzamento del livello del lago e che presenta un'apertura che permette alle barche di passare da una parte all'altra. L'acqua a sud della strada ha un aspetto più torbido di quella a nord.
Sebbene un poco inquinata da fonti agricole e residenziali, il lago Otisco è usato come fonte per l'uso domestico, principalmente nella parte meridionale e occidentale della contea di Onondaga, dalla Onondaga County Water Authority.
Attorno al lago sono presenti quattro città: Onondaga e Marcellus a nord, Spafford a ovest e Otisco ad est. A nordest è presente un'area protetta, l'Otisco Lake Park, inaugurato nel 2000.